# Hemeroblemma opigena
Hemeroblemma opigena là một loài bướm đêm thuộc họ Erebidae. Nó được tìm thấy ở Florida tới Brasil.
Sải cánh dài khoảng 80 mm đối với con cái. In Florida, Cá thể trưởng thành mọc cánh vào tháng 3.

## Hình ảnh

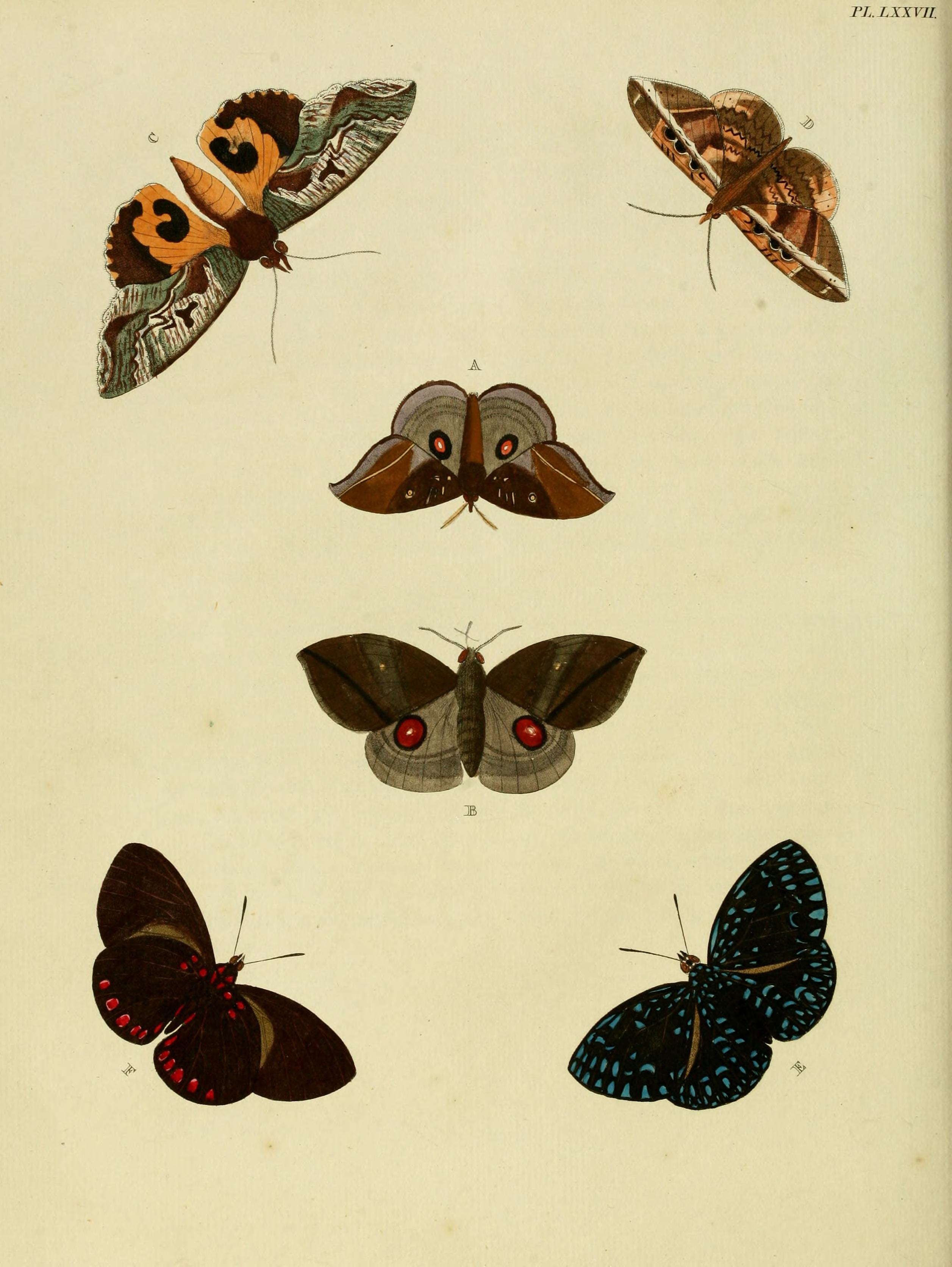